# D&P à vie
Albums de Jul
Inarrêtable
(2024)
D&P à vie est le vingt-quatrième album studio du rappeur français Jul sorti le 25 avril 2025 sous son label D'or et de Platine. 

## Contexte
Le 2 avril 2025, Jul annonce la sortie d'un nouvel album quatre mois après la parution du précédent. L'album sort la veille de son premier concert au Stade de France.

## Liste des titres
| Édition standard | Édition standard                    | Édition standard                     | Édition standard | Édition standard | Édition standard | Édition standard | Édition standard | Édition standard | Édition standard |
| No               | Titre                               | Compositeur(s)                       | Durée            |                  |                  |                  |                  |                  |                  |
| ---------------- | ----------------------------------- | ------------------------------------ | ---------------- | ---------------- | ---------------- | ---------------- | ---------------- | ---------------- | ---------------- |
| 1.               | Waouw                               | Wysko, ProvoKind, Arian              | 2:46             |                  |                  |                  |                  |                  |                  |
| 2.               | Phénoménal                          | Pyerr Beatz, Handy y Kap'z           | 3:24             |                  |                  |                  |                  |                  |                  |
| 3.               | Sous l'eau                          | Pyerr Beatz, Ticbeats                | 4:37             |                  |                  |                  |                  |                  |                  |
| 4.               | Cache ta Rolex                      | Jul                                  | 2:54             |                  |                  |                  |                  |                  |                  |
| 5.               | Bentayga                            | AL PROD                              | 4:37             |                  |                  |                  |                  |                  |                  |
| 6.               | Love & haine (feat. Le Rat Luciano) | Navigators Crew                      | 3:01             |                  |                  |                  |                  |                  |                  |
| 7.               | Mimi                                | Kakou                                | 3:39             |                  |                  |                  |                  |                  |                  |
| 8.               | Je t'aime pour la vie               | Kakou                                | 3:32             |                  |                  |                  |                  |                  |                  |
| 9.               | Ma puce                             | Samzer, ProvoKind, Arian             | 3:06             |                  |                  |                  |                  |                  |                  |
| 10.              | Tu sais d'où je viens               | Banshee, Veteran, Zeeko              | 3:58             |                  |                  |                  |                  |                  |                  |
| 11.              | 2 coups d'avance                    | Samzer, ProvoKind, Arian             | 2:43             |                  |                  |                  |                  |                  |                  |
| 12.              | D&P à vie                           | Handy y Kap'z, El Amine, gabbi       | 2:35             |                  |                  |                  |                  |                  |                  |
| 13.              | Après l'apéro                       | ProvoKind, Arian, Valentin Tenaillon | 4:02             |                  |                  |                  |                  |                  |                  |
| 14.              | Comme tu fais on te fera            | Handy y Kap'z, Pyerr Beatz           | 2:59             |                  |                  |                  |                  |                  |                  |
| 15.              | J'ai besoin d'air                   | p2wider, Yahia, Nina J               | 3:15             |                  |                  |                  |                  |                  |                  |
| 16.              | Ils le savent                       | Wysko, ProvoKind, Lil Tom            | 3:14             |                  |                  |                  |                  |                  |                  |
| 17.              | 4 4 2                               | Jul                                  | 2:46             |                  |                  |                  |                  |                  |                  |
| 57:08            |                                     |                                      |                  |                  |                  |                  |                  |                  |                  |

| Bonus Tracks | Bonus Tracks                  | Bonus Tracks             | Bonus Tracks | Bonus Tracks | Bonus Tracks | Bonus Tracks | Bonus Tracks | Bonus Tracks | Bonus Tracks |
| No           | Titre                         | Compositeur(s)           | Durée        |              |              |              |              |              |              |
| ------------ | ----------------------------- | ------------------------ | ------------ | ------------ | ------------ | ------------ | ------------ | ------------ | ------------ |
| 18.          | Que des promesses             | Captain Beats, El Amine  | 3:49         |              |              |              |              |              |              |
| 19.          | Je veux plus te voir          | Skary, Wysko             | 3:04         |              |              |              |              |              |              |
| 20.          | Corazón (feat. Gims)          | Kakou                    | 2:59         |              |              |              |              |              |              |
| 21.          | Où on va ?                    | Samzer                   | 3:11         |              |              |              |              |              |              |
| 22.          | Toi et moi                    | Kakou, Jul               | 3:21         |              |              |              |              |              |              |
| 23.          | Lunettes quartier             | Arian, Samzer, ProvoKind | 3:50         |              |              |              |              |              |              |
| 24.          | Survêt D&P (feat. Haaland936) | Kakou, Zeeko, Banshee    | 2:47         |              |              |              |              |              |              |
| 25.          | Loin de moi                   | 71 Beats, Dilya Beats    | 4:05         |              |              |              |              |              |              |
| 26.          | Ma vie                        | Kakou                    | 3:20         |              |              |              |              |              |              |
| 27.          | Moto noire                    |                          | 2:58         |              |              |              |              |              |              |
| 33:24        |                               |                          |              |              |              |              |              |              |              |

## Clips vidéos
- Phénoménal : 11 avril 2025
- 2 coups d'avance : 24 avril 2025

## Titres certifiés en France
- Phénoménal  Platine[3]
- Mimi  Platine[4]

## Accueil commercial
Trois jours seulement après sa sortie, il est annoncé que le projet s'est écoulé à 103 481 exemplaires dont 95 723 en physique.
En une semaine, l'album s'écoule à 123 691 exemplaires, soit le deuxième meilleur démarrage du rap français depuis l'an 2000, derrière l'album Civilisation d'Orelsan sorti en novembre 2021 (138 929 exemplaires en première semaine) et devant l'album Deux Frères du duo PNL sorti en avril 2019 (113 214 exemplaires en première semaine).

## Classements et certifications

### Classement par pays
| Classements (2025)           | Meilleure position |
| ---------------------------- | ------------------ |
| Belgique (Flandre Ultratop)  | 71                 |
| Belgique (Wallonie Ultratop) | 3                  |
| France (SNEP)                | 1                  |
| Suisse (Schweizer Hitparade) | 4                  |

### Certifications et ventes
| Région        | Certification | Ventes/Streams |
| ------------- | ------------- | -------------- |
| France (SNEP) | 2 × Platine   | 200 000        |